# شیرخشتی کنگره‌ای
شیرخشتی کنگره‌ای (نام علمی: Pyracantha crenulata) نام یک گونه از سرده شیرخشتی است.